# Zamek w Bojnicach
Zamek w Bojnicach (słow. Bojnický zámok) – romantyczny zamek z częściowo zachowanymi oryginalnymi gotyckimi i renesansowymi elementami architektonicznymi, położony w słowackiej miejscowości Bojnice. Jeden z najczęściej odwiedzanych zamków Słowacji. Od 1950 na zamku mieści się Múzeum Bojnice, oddział Słowackiego Muzeum Narodowego.

## Historia zamku
Najstarsze historyczne wzmianki o zamku w Bojnicach pochodzą z 1113 roku. Znajdują się w dokumencie pochodzącym z opactwa benedyktynów w Zoborze koło Nitry. Początkowo obiekt był drewniany, lecz stopniowo przebudowywano go, używając kamienia jako budulca. Jednym z pierwszych jego właścicieli był węgierski magnat Mateusz Czak, który go otrzymał od króla węgierskiego Władysława V. W kolejnych wiekach zamek często zmieniał właścicieli, przez pewien czas należał też do księcia opolskiego Władysława Opolczyka.
Zamek wraz z okolicznymi dobrami należały do księcia Jana Korwina (naturalnego syna króla Macieja Korwina), później rodu Zapolya, a od 1526 r. do Turzonów. W 1643 r. zamek przeszedł na własność arystokratycznego rodu Pálffy, którego członkowie znacznie go rozbudowali. M. in. w II poł. XVII w. zbudowali i urządzili wszystkie mieszkalne pomieszczenia zamku. Ostatnim właścicielem zamku i całego dobra Bojnice był hrabia János Ferenc Pálffy (Frantisek) (1828–1908). Był znanym kolekcjonerem dzieł sztuki. Po jego śmierci spadkobiercy zaczęli wyprzedawać zbiory, by w końcu 25 lutego 1939 r. sprzedać zamek wraz z przyległymi dobrami Janowi Bat’a, słynnemu producentowi obuwia Bata. Po II wojnie światowej zamek został skonfiskowany przez państwo. W obiekcie ulokowane kilka instytucji państwowych. 9 maja 1950 r. w zamku wybuchł pożar, który strawił obiekt. Koszt odbudowy zamku sfinansowało państwo, dostępny jest dziś zwiedzającym jako oddział słowackiego muzeum narodowego. W 1970 r. został ogłoszony narodowym zabytkiem kultury Republiki Słowackiej. Wykorzystywany wielokrotnie jako miejsce – naturalna dekoracja produkcji filmowej.
W latach 50 XX w. odkryto pod zamkiem jaskinię.

## Okolice zamku
Do bojnickiego zamku należy przyległy park zamkowy, w którym rośnie wiele egzemplarzy różnych drzew, a w tym cenna, w przybliżeniu 700-letnia lipa króla Macieja. Jest ona prawdopodobnie najstarszym drzewem na Słowacji. Częścią parku zamkowego jest również ogród zoologiczny, w którym znajduje się wiele egzemplarzy rzadkich zwierząt egzotycznych. Park przechodzi dalej w park leśny w Górach Strażowskich.

## Galeria

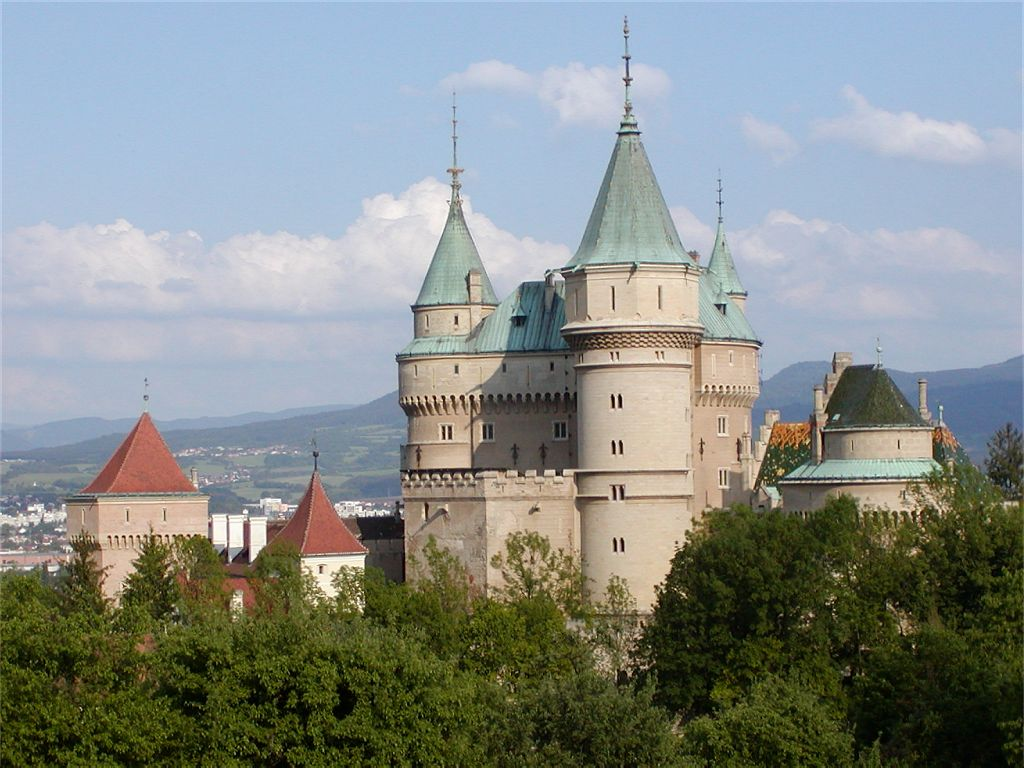
Widok na zamek
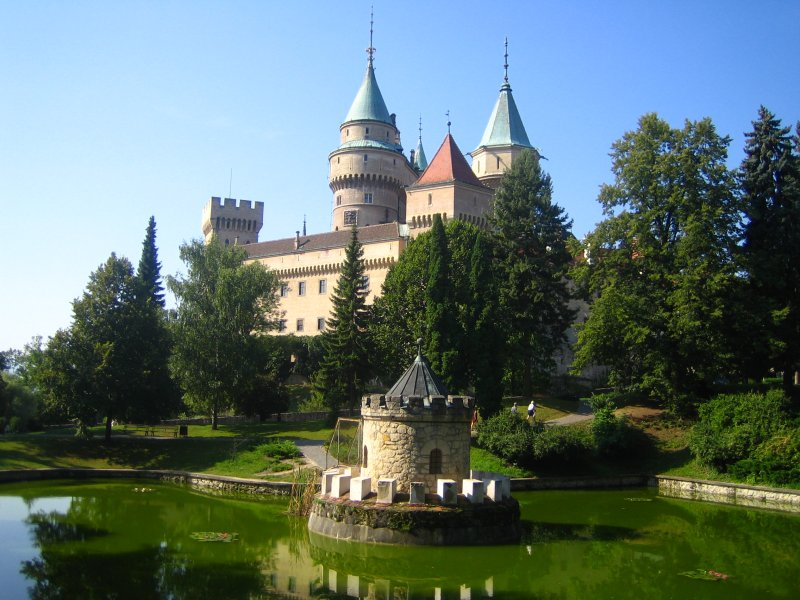
Widok na zamek z parku
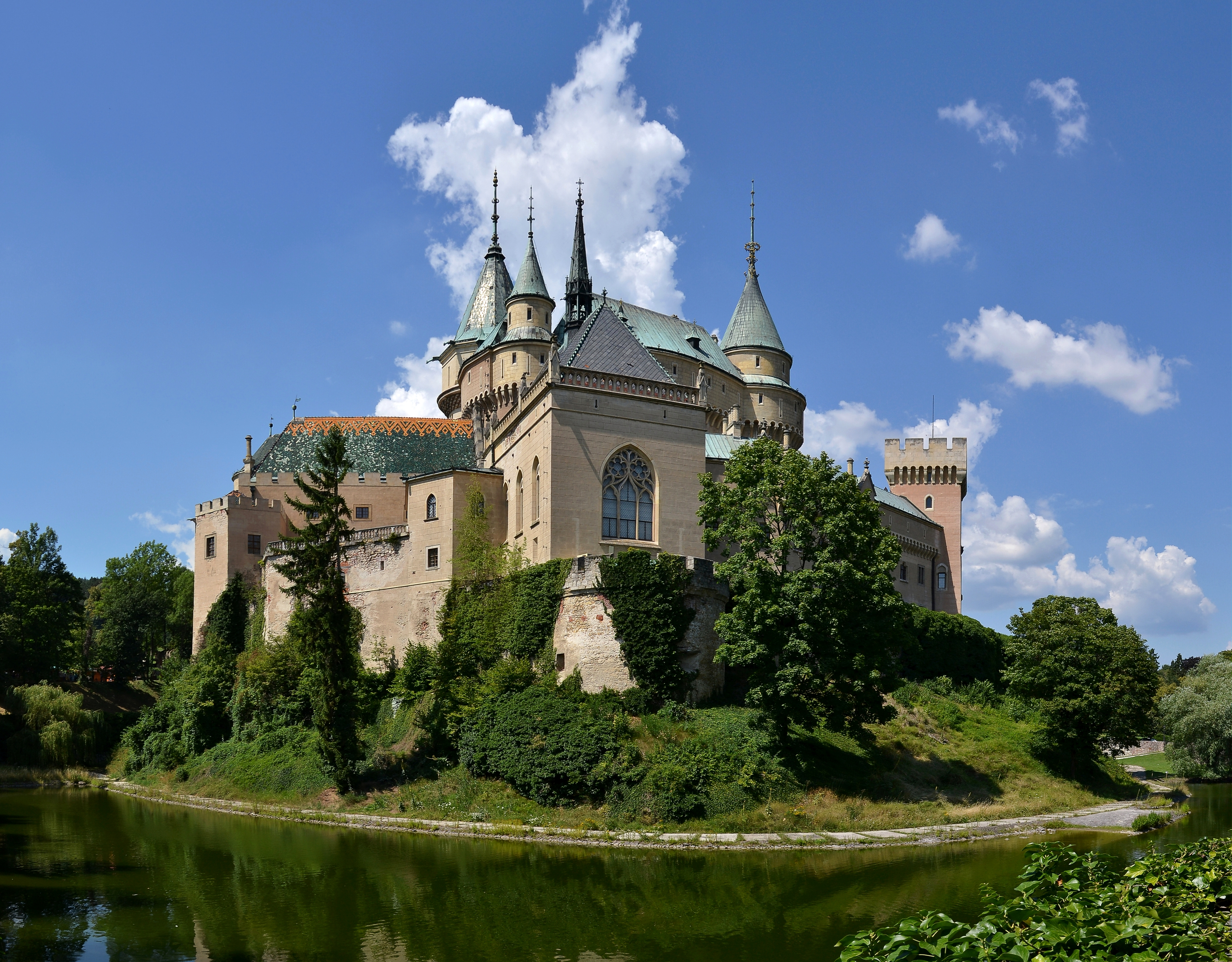
Widok na zamek
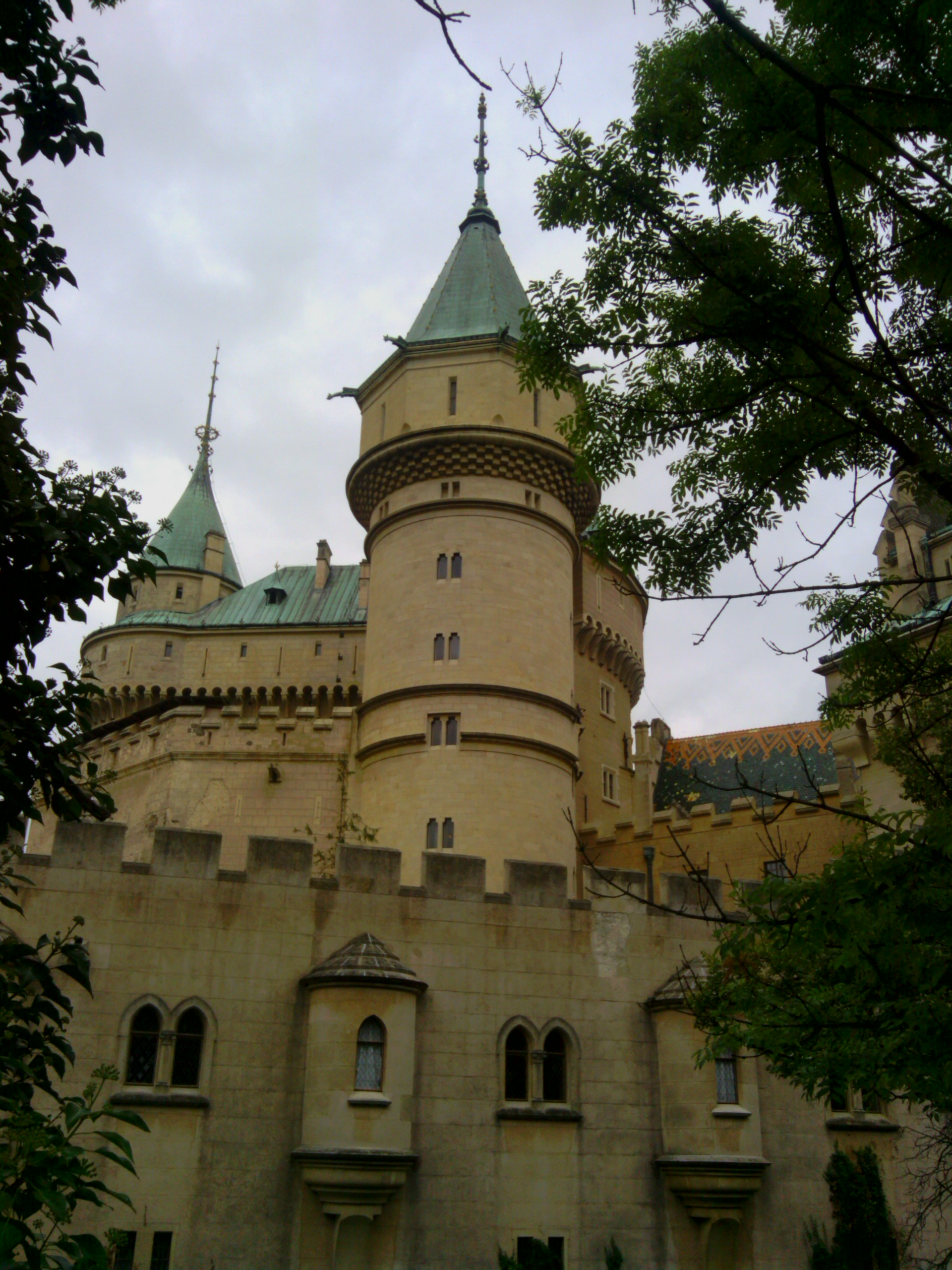
Widok na zamek
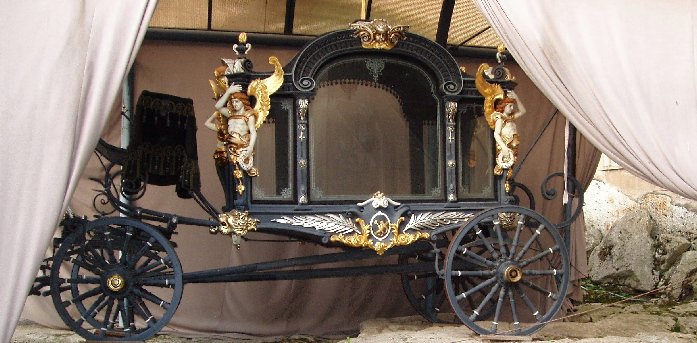
Karawan pogrzebowy
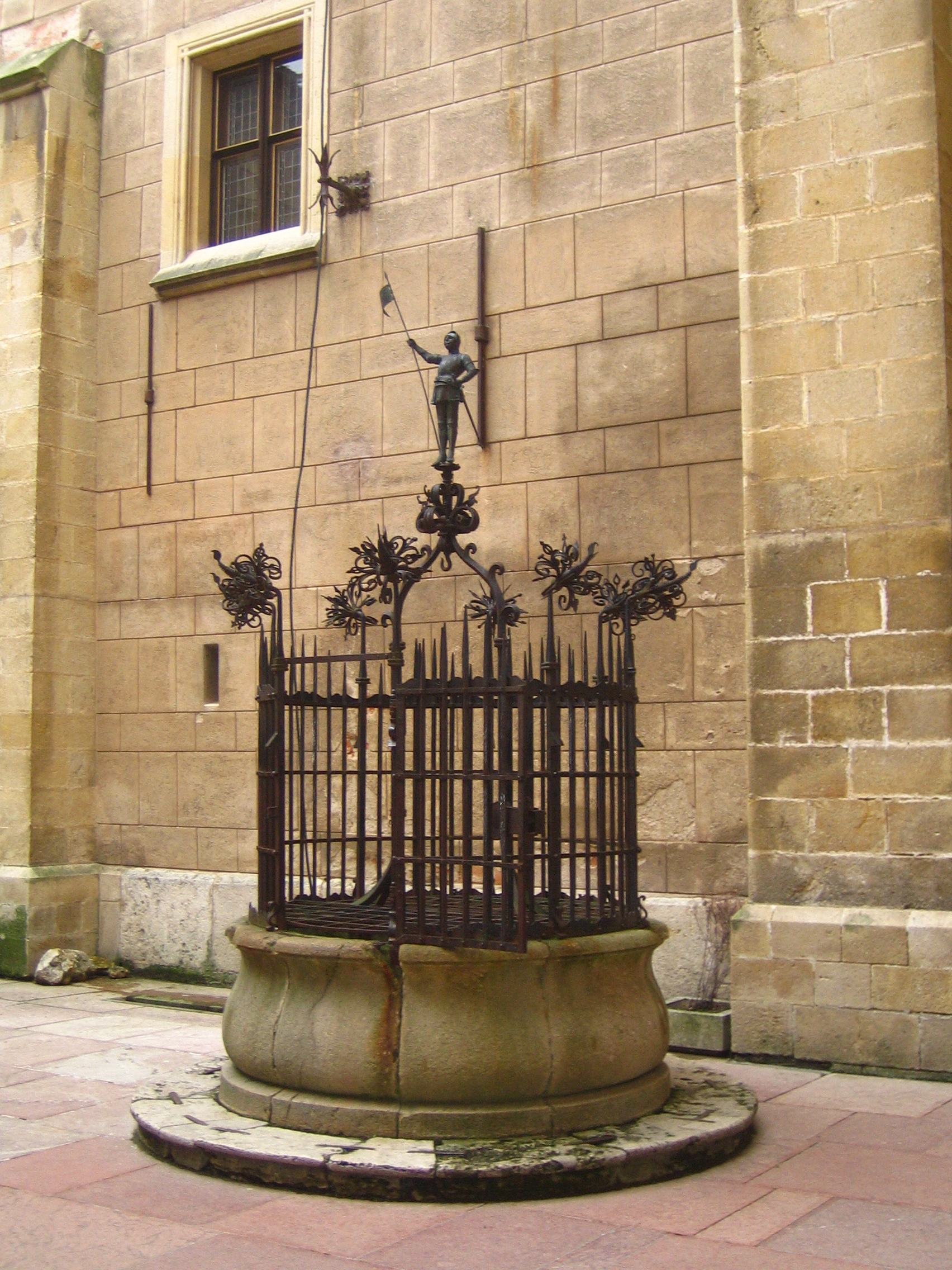
Studnia zamkowa